# Delahaye Type 13
Der Delahaye Type 13 ist ein frühes Fahrzeugmodell. Hersteller war Automobiles Delahaye in Frankreich.

## Beschreibung

### Type 13
Die Pkw wurden zwischen 1903 und 1904 hergestellt. Als erstes Modell Delahayes dieser Größe gab es keinen Vorgänger. Nachfolger wurden Delahaye Type 21 und Delahaye Type 26.
Der Vierzylinder-Ottomotor war in Frankreich mit 25–30 CV eingestuft. Er hat 110 mm Bohrung, 140 mm Hub, 5322 cm³ Hubraum und leistet 24 bis 28 PS. Er ist vorn im Fahrgestell eingebaut und treibt die Hinterachse an.
Der Radstand beträgt zwischen 243 cm und 340 cm. Bekannt sind die Karosseriebauformen Tonneau, Doppelphaeton, Limousine und Kleinbus.
Hiervon entstanden 100 Fahrzeuge.

### Type 13 ID und Type 13 IF
1905 gab es diese beiden Varianten als Omnibus. Der Type 13 ID hat als Doppeldeckerbus 40 Sitzplätze und der Type 13 IF 20 Sitzplätze. Der Motor leistet 35 PS.

### Type 13 IE
Ebenfalls 1905 stand diese Variante als Lastkraftwagen im Sortiment. Er hat wahlweise 3 oder 5 Tonnen Nutzlast. Die Motorleistung war zunächst mit 24 PS und später mit 35 PS angegeben.